# Emanuela Salopek
Emanuela Salopek (Niš, 18 aprile 1987) è un'ex cestista croata.

## Carriera
Con la Croazia ha disputato i Giochi olimpici di Londra 2012 e i Campionati europei del 2013.